# 전천년설
전천년설(Premillennialism)은 천년 왕국(문자적으로 평화 황금시기) 이전에 예수께서 육체적으로 지상에 다시 오실 (파루시아, 재림) 것을 믿는 교리이다. 이 교리가 "전천년주의"라고 불리는데, 천년왕국이 시작되기 이전에 예수의 육체적인 재림이 땅위에서 일어날 것이라고 주장하기 때문이다. 전 천년주의는 신약성경의 요한 계시록 20장 1~6절에 대한 문자적 해석에 기초를 두고 있으며, 천 년의 기간 동안 예수의 통치를 기록하고있다.
전천년설에 따르면 교회시대의 말일에는 지상에 세계적인 7년 대환란이 있으며 그후에 천년왕국이 도래하는데 이는 초기 교회의 신앙이었다고 전해진다. 알렉산드리아의 클레멘트나 오리겐의 영적 해석 방법이 발전되기 전에 교회는 문자적 해석에 따라 전천년설을 믿었으며 파피아스, 바나바, 이레니우스, 순교자 저스틴, 테르툴리아누스 등이 전천년설을 믿었다고 알려져있다. 그리고 전천년설에는 크게 역사적 전천년설과 세대주의적 전천년설의 두 가지 유형이 존재한다.

## 역사적 전천년설
역사적 전천년설에 의하면 그리스도의 파루시아 전에는 몇 가지의 특징적인 사건들이 발생한다. 이는 곧 온 세계의 복음화, 7년 대환란, 대반역과 배도, 적그리스도의 출현 등을 가리킨다. 교회는 이 최후의 환난을 통과해야만 한다. 마침내 그리스도가 재림 할 때, 죽은 신자들은 부활하게 되고 그때까지 살아남은 신자들은 하늘에 들림을 받고 공중에서 그리스도를 영접하게 된다. 이것이 환난 후에 일어날 것으로 믿어지는 공중 휴거이다. 그 후에 그리스도와 더불어 지상으로 내려온 신자들은 적그리스도의 최후를 보게 되며 이때 대다수의 유대인들은 회개하고 그리스도를 믿어 구원을 얻게 된다. 연이어 그리스도의 천년왕국이 지상에서 이뤄지고 신자들은 모두 왕노릇을 하게 된다. 천년왕국 시기에도 죄와 죽음은 존재하지만 악은 미미하며 의가 온 세계를 지배한다. 천년기가 끝날 무렵, 결박되었던 사탄이 풀려나와 나라들을 다시 한 번 미혹하게 될 것이다. 사탄은 곡과 마곡의 전쟁을 위해 반역하는 나라들을 모아들여 그들을 이끌고 성도들의 진을 공격한다. 그러나 사탄은 하늘로부터 내려오는 불로 심판을 받고 소멸되어 지옥에 던져진다. 그 후에는 죽었던 신자들의 부활이 있게 되며 최후의 심판이 있게 된다. 생명책에 녹명된 자들은 천국에 들어가고 그렇지 못한 자들은 영원한 지옥으로 들어가게 된다.
역사적 전천년설을 주장하는 대표적인 현대 신학자로는 래드(G.E. Ladd)가 있다.

## 세대주의적 전천년설
세대주의적 전천년설은 역사적 전천년설처럼 그리스도가 재림 한 후에 천년 동안 땅 위에서 왕노릇할 것을 믿는 것은 동일하다. 세대주의 교리의 기본 원리는 다음의 두 가지로 요약될 수 있는데 하나는 성서의 예언에 대한 철저한 문자적 해석이며, 다른 하나는 이스라엘과 교회, 지상적 백성과 천상의 백성, 유대주의와 기독교에 대한 철저한 이원론적 구별이다. 세대주의자들은 하나님의 섭리에 대해 여러 단계의 시대 또는 세대로 나누어 설명한다. 순결, 양심 혹은 도덕적 책임, 인간 정부, 약속, 율법, 교회, 왕국 시대가 그것이다. 여기서 세대라는 개념은 '인간이 신에 의해 순종을 시험받는 일정한 시기'를 가리킨다. 각각의 시대는 그리스도를 통한 신의 은혜만으로 구원을 얻는다는 점에서 공통적이다. 이 관점에 따르면 구약의 모든 예언은 언약 백성인 이스라엘을 통한 지상 왕국의 약속을 가리키는 것이었는데 이 약속은 유대인들의 예수 그리스도에 대한 거부에 의해서 천년기 때까지 연기되었다는 것이다. 그리고 그때가 이르기까지는 기독교시대로서 교회가 지상의 왕국이 아닌 신비 속의 하늘의 왕국을 구성한다.
그리스도의 재림은 두 단계에 걸쳐 발생하는데 첫 단계는 휴거이다. 역사적 전천년설과 달리 사전에 이뤄지는 시대적 징조가 없이 급작스럽게 재림이 이뤄진다. 이때 구약 성도들을 제외한 모든 참 신자의 부활과 더불어 생존한 신자들의 변화와 휴거가 이뤄진다. 이들은 하늘에서 7년 동안 그리스도의 심판석에서 신부 단장에 참여하며 다니엘서 예언에 나타난 70주의 마지막 70번째 주에 대한 예언의 성취를 이루게 된다.
교회가 하늘에 머무는 7년 동안 지상에는 대환난이 찾아온다. 적그리스도가 잔인한 통치를 시작하고 무서운 재앙이 땅에 임한다. 하지만 동시에 복음이 전파되며 이스라엘의 남은 자들이(천년왕국에 들어갈 유대인 14만 4천명)과 뒤늦게 회개하고 돌이킨 이방인들이 예수 그리스도에게 돌아온다. 그리고 땅의 왕들과 짐승들의 군대와 거짓 선지자들이 함께 모여 하나님의 백성들을 대적하며 아마겟돈 전쟁을 벌인다.
7년 기간이 끝날 때, 그리스도는 교회와 더불어 영광 중에 재림하며 이것이 두 번째 재림인 귀환이다. 이때 그리스도는 땅에 내려와 원수들을 멸하고 아마겟돈 전쟁을 종식시킨다. 그리고 이스라엘은 믿음으로 그리스도께 돌아오게 되고 재규합되어 팔레스틴으로 모인다. 마귀는 결박되어 무저갱 속에 천년 동안 갇히게 된다. 또한 방금 끝난 7년 환난기 동안 죽은 성도들은 일으킴을 받는다. 이와 함께 구약의 성도들도 드디어 부활한다. 이들은 모두 천상의 교회에 합류한다. 그 뒤에는 살아있는 이방들과 이스라엘에 대한 심판이 이뤄지며 심판을 통과한 자들은 천년 통치에 들어가 복을 누리게 된다. 천년 통치 기간에는 지상의 왕국과 천상의 예루살렘에서의 통치가 이뤄진다. 천년기가 끝날 무렵 사탄의 반란이 있지만 역사적 전천년설과 마찬가지로 진압되어 사탄은 지옥에 들어가게 된다. 그리고 천년기가 끝날 때, 천년기 동안 죽은 모든 신자들은 부활하게 되고 모든 믿지 않고 죽었던 자들도 부활하여 백보좌 앞에서 심판을 받게 된다. 이것이 두번째 사망이다. 이후로는 최종적으로 어떤 죽음이나 불완전함도 없는 완전한 나라가 이뤄지게 되는 것이다.
대표적인 세대주의자들 가운데 한 사람인 할 린제이(Hal Lindsey)는 그리스도의 재림과 휴거만이 기독교인을 위한 참된 희망이라 밝힌 적이 있다.

## 같이 보기
- 재림
- 천년왕국
- 후천년설
- 무천년설
- 기독교 종말론
- 윌리엄 밀러